# Trauma psíquico

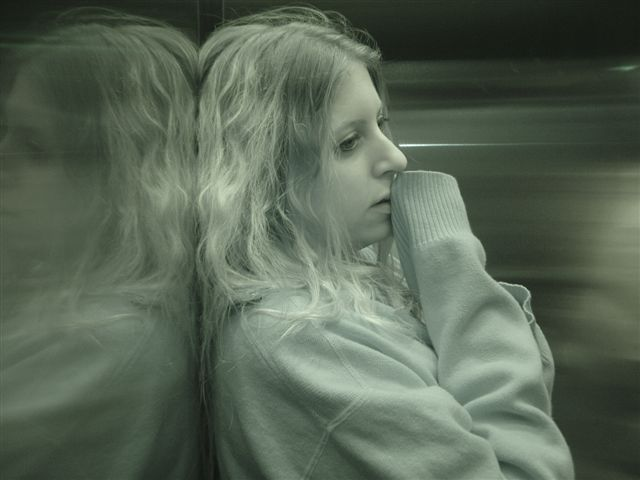
Imagen en donde se representa como el individuo se hunde en sus pensamientos

Se denomina trauma psíquico o trauma psicológico tanto a un evento que amenaza profundamente el bienestar o la vida de un individuo, como a la consecuencia de ese evento en la estructura mental o vida emocional del mismo. Se diferencia del trauma físico (que en griego significa literalmente "herida"), como en la traumatología, que es la ciencia que estudia las lesiones y enfermedades del sistema músculo-esquelético.
En términos de la psiquiatría es definido como exposición personal a un suceso que implica una fuerte amenaza (real o percibida), muerte o grave daño a la integridad física personal o hacia otra persona cercana. La reacción emocional durante el evento es de terror u horror, indefensión e impotencia. En niños, los criterios del TEPT  (Trastorno por estrés postraumático) raramente se cumplen, especialmente en niñas, niños y adolescentes víctimas de sucesos traumáticos como abandono, violencia o negligencia, por lo cual para su mejor tratamiento se creó un nuevo criterio diagnóstico el Trastorno traumático del desarrollo (TTD).

## Orígenes del concepto
El concepto fue introducido al estudio de la psicopatología por los primeros investigadores en el área. Por ejemplo: Emil Kraepelin desde un punto de vista psiquiátrico utiliza el término casi totalmente en el sentido de la medicina física, pero el daño afectaría al sistema nervioso, impidiendo su funcionamiento normal. Pierre Janet, desde un punto de vista psicológico, extiende el concepto a incluir resultados no físicos: para él, el daño o lesión es "funcional", es decir, afecta a complejos o grupos de comportamientos, sucesos fisiológicos (tales como la digestión, etc); sensaciones; emociones e incluso ideas.
El primero en empezar a extender el concepto de incluir en la génesis de un trauma los aspectos emocionales, fue Charcot, quien sugiere: "Es siempre necesario, al lado del "traumatismo" (por lo que se refiere al suceso traumático), considerar el factor que, muy probablemente, ha jugado un papel más importante en la génesis de los accidentes, (quiere decir los síntomas subsecuentes a la ocurrencia) que la herida misma. Me refiero al terror experimentado por el paciente en el momento del accidente.
Charcot también introdujo un concepto que después tendría una asociación profunda con el de trauma, el de "condition seconde": un estado que parece afectar las acciones de los individuos sin que estos se den cuenta o, a lo más, débilmente. Más tarde esta "condition seconde" llegó a ser llamada el "inconsciente".
Uniendo esos conceptos, Charcot postula el siguiente escenario en la génesis de las histeria: hay un incidente, que da origen a ideas y emociones (por ejemplo, la realización de que uno casi murió a consecuencia de un accidente y el horror sentido en consecuencia). Lo anterior es seguido, en su opinión, por un periodo de elaboración y un "momento hipnótico" (pérdida de consciencia), que lleva a la producción de síntomas.
Josef Breuer da el siguiente paso en el desarrollo del concepto de trauma. Él nota en el famoso caso de "Anna O", que revivir el incidente traumático parece aliviar los síntomas. "Habría sido capaz de sospechar que este era el caso, si no fuera porque en las mismas tardes que ella, durante la hipnosis, hablaba de lo que fuera que la había preocupado en el mismo día en 1881, yo podía, mediante un diario mantenido por su madre, comprobar más allá de cualquier duda la realidad de los eventos. Esta revisión del año anterior continuó hasta que la enfermedad llegó a su punto final, en junio de 1882"
Adicionalmente, Breuer nota una nueva situación: la aparición de síntomas en algún momento determinado no parece ser debida a un trauma en el sentido hasta ahora dado, de un acto externo, que realmente amenaza la vida o el sentido del ser del individuo. En una ocasión, la paciente cae dormida mientras cuida a su padre que está enfermo. Mientras duerme, sueña que una serpiente negra ataca al padre. En el sueño, ella es incapaz de evitar que la serpiente se acerque al padre. Es como si ella tuviera paralizado su brazo derecho. Sucede que mientras dormía, su brazo estaba atrapado debajo de ella, y fue víctima de lo que normalmente sucede en esas circunstancias: fue "a dormir". El incidente terminó al despertar, sin, aparentemente, ninguna consecuencia. Sin embargo, al día siguiente, cuando ella trató de recoger algo que había caído entre las ramas de un arbusto, una rama seca le recordó la serpiente de su pesadilla. Inmediatamente, su brazo se hizo rígido, situación que se repitió en el futuro cada vez que algo le recordaba la serpiente. (ver texto citado).
Como es obvio, el "incidente traumático" solo sucedió en un sueño. Quizás, se puede especular, la importancia del incidente traumático no es tanto en su impacto obvio, físico, sino en su capacidad de evocar respuestas profundamente emocionales. Pero no todas las emociones fuertes parecen causar trauma. ¿Cómo podemos explicar esto? Ese tipo de especulaciones prepararon el camino al segundo gran momento en el desarrollo del concepto.

### Trauma en la concepción de Freud
Freud llamó Fuente del Nilo a su descubrimiento de que el origen de los trastornos psíquicos se hallaban en la vida sexual de los pacientes. La sexualidad, para Freud, resultaba traumática y era el origen del traumatismo psíquico.
Según Freud, el trauma es un aflujo de excitaciones excesivo que resulta intolerable para el psiquismo. Se trata de un acontecimiento en la vida del sujeto, una experiencia vivida que aporta, en muy poco tiempo, un aumento tan grande de excitación a la vida psíquica, que fracasa toda posibilidad de elaboración. Entonces el psiquismo, al ser incapaz de descargar una excitación tan intensa, no tiene la capacidad de controlarla y eso origina efectos patógenos y trastornos duraderos.
Para Freud, el trauma se da en dos tiempos. Considérese el siguiente caso: una paciente ve a su tío en la cama con una prima. En consecuencia, desarrolla síntomas. Pero otras escenas similares anteriores no los habían producido. ¿Podría ser que en esa ocasión algo fue despertado en ella, algo que no podía tolerar? En otro caso, muere la hermana de otra paciente, por cuyo marido la paciente sentía gran afecto. Lo primero que ella pensó fue "ahora él está libre para estar conmigo". Casi inmediatamente, rechaza la idea. Poco después, los síntomas se hacen presentes.
Freud postula que incidentes tales como los anteriores son traumáticos no solo porque evocan una emoción fuerte, sino porque hay otra emoción, igualmente fuerte, que se le opone: el deseo por el marido, opuesto al sentido de decencia y respeto por la hermana. El disgusto al ver al tío teniendo relaciones sexuales con un familiar cercano, opuesto a un deseo sexual por el tío. Pero hay un elemento adicional: a pesar de que el escenario es claro para el observador, los pacientes mismos parecen no percibirlos. Además, tenemos el problema de explicar la persistencia de esos deseos y pensamientos: existen contra la voluntad del que los piensa. Seguramente si las ideas fueran el simple resultado de nuestra voluntad, aquello que no deseamos no existiría como idea.
Consecuentemente, Freud busca el origen de esas fuerzas o energías que "crean" o mantienen esos deseos o ideas y los conflictos que deben existir a fin de crear las situaciones descritas. En esa búsqueda, Freud genera los conceptos de Pulsión como la energía que mantiene los procesos mentales y una concepción de la mente que no es ni totalmente racional ni con una estructura unitaria (ver: Ego, Superego e Id).
Freud finalmente concluye que debe haber no solo un conflicto interno de emociones que produce una acumulación de "energía", sino además un falencia en la descarga o uso de esa energía en la génesis de un trauma. Una paciente alucina con el olor de pasteles quemados. Esa alucinación comenzó cuando ella, trabajando como empleada de una familia, recibió una carta de su madre y los hijos de la familia le arrebataron de sus manos, Justo en ese momento unos pasteles se quemaron. ¿Cómo, sin esos conflictos y esas energías, se puede explicar que algo tan trivial se transforme en "incidente traumático"?
Un incidente es traumático no solo porque incrementa los conflictos internos sino porque de alguna manera los llevan a la consciencia y esos conflictos no puede ser tolerados conscientemente.
En otras palabras, para Freud, un trauma no es producto de un incidente, por fuerte o dramático que sea, o una emoción, sino de por lo menos dos, que están, junto a las ideas y deseos asociados, en conflicto. El individuo ha "resuelto" ese conflicto a través de no estar consciente de él. En algún momento, algo lo obliga a darse cuenta de ese conflicto. Los síntomas son, en esta visión, no tanto producto de una disfunción mental, como una tentativa de evitar dejar entrar en la consciencia el conflicto. Por ejemplo, un individuo puede "preferir" dejar de ver, que ver aquello que amenaza su estabilidad, en la medida que lo fuerza a confrontar su conflicto interno.
El concepto de trauma psíquico implica un permanente interjuego entre mundo externo y mundo interno; lo traumático es consecuencia de una específica interacción entre lo fáctico, los hechos, y la forma en que es vivido por el psiquismo.
La visión que Freud nos presenta del trauma y sus antecedentes —en realidad, de la mente— ha sido llamada dialéctica. Es un sistema de fuerzas en constante cambio y conflicto: deseos confrontan otros deseos, conflicto que resulta no solo en síntomas, sino que perturba la vida emotiva de los individuos, y esa vida y síntomas a su vez afectan el futuro desarrollo tanto de esas fuerzas internas como de sus resultados.

## Definición
La definición bio-neuro-fisio-psicológica del trauma psíquico o psicológico es:

Es el recuerdo de un evento que quedó almacenado de manera disfuncional en las neuroredes de memoria.

## Tratamiento

### Trauma en el conductismo
Por lo menos en parte como una reacción contra los niveles de complejidad introducidos por la visión del psicoanálisis, el conductismo simplificó —algunos alegan que sobre simplificó—[cita requerida] no solo la terminología, sino también la conceptualización de la problemática. Es, por ejemplo, difícil en la literatura de esta escuela encontrar referencias a algo denominado trauma. En su lugar, encontramos descripciones y modelos que explican procesos que pueden ser considerados patológicos a través de un modelo general del aprendizaje. (ver: Condicionamiento clásico y Condicionamiento instrumental).
En general, se postula que una cierta respuesta es aprendida en relación con cierto estímulo o en anticipación a cierta respuesta. La situación que causó tal aprendizaje es interesante e importante desde un punto de vista humano, pero, exagerando y teóricamente, no importa: el mecanismo básico que produce el aprendizaje es el mismo. Terapéuticamente, lo importante es modificar esa respuesta, si es que se considera conveniente.
Los síntomas clásicamente asociados con un trauma son explicados a lo largo del siguiente esquema: un individuo asocia una respuesta, tal como sentir miedo, a percibir un cierto estímulo, por ejemplo al ver un delantal blanco, como consecuencia de haber tenido una serie de experiencias negativas, o penosas, en este caso en las manos de alguien que usaba un delantal de ese color. Esa misma persona podría experimentar una respuesta totalmente diferente al percibir el mismo delantal si la asociación fuera con algo agradable. (ver, por ejemplo: Condicionamiento del parpadeo).
Más técnicamente: un estímulo no condicionado —el delantal blanco—, que se asocia con una respuesta con la cual no está generalmente relacionado —dolor o placer— finalmente llega a ser un par estímulo-respuesta condicionada, y eso a su vez elicita otras respuestas condicionadas, las reacciones fisiológicas asociadas con los sentimientos de dolor o placer.
Seligman explica la depresión y sentimiento de incapacidad frecuentemente encontrados entre las víctimas de tortura como un ejemplo de Indefensión aprendida: individuos sometidos a un estímulo muy penoso encuentran que sus acciones iniciales para evitarlo no producen ningún cambio positivo en su situación, sino que, por el contrario, resultan en la continuación del estímulo penoso. En consecuencia, esas respuestas son, finalmente, totalmente extinguidas y reemplazadas por una de pasividad y sometimiento, al extremo de que algunas víctimas ni siquiera consideran la posibilidad de intentar un escape si las circunstancias son favorables.
Es importante notar que desde este punto de vista no se niega que algunas ocurrencias sean extremas o traumáticas. Lo que se afirma es que el mecanismo del trauma es esencialmente similar a cualquier otro proceso de aprendizaje.

### Trauma en el cognitivismo
En esta escuela el concepto de trauma es reemplazado por el de estrés. La ventaja de este reemplazo, desde el punto de vista de un investigador, es que estrés puede ser conceptualizado como una respuesta fisiológica a ciertos sucesos. En consecuencia, hay signos objetivos que permiten determinar tanto su presencia como su nivel.
Si aceptamos ese cambio hay un problema evidente, porque diferentes individuos presentan diferentes niveles de reacción a los mismos sucesos, incluyendo aquellos que son generalmente considerados traumáticos. S. Fisher explica: “cuando se enfatiza una aproximación psicogénica" — a las enfermedades —... "estamos, esencialmente considerando un modelo probabilístico en el cual los factores estresantes crean un riesgo”. Estas diferencias, aparte de factores de herencia, salud general, etc, se debería a factores psicológicos que incluyen:
- Visión o evaluación de los sucesos en cuestión.
- Percepción de apoyo social.
- Estilos de adaptación o de "hacer frente".[14]
- Experiencia previa del individuo.

### Pretemporalidad pretraumática
La falta de conocimiento de la condición pretraumática del sujeto orienta en un segundo plano o incluso anula cuestiones fundamentales para la comprensión de determinados procesos psíquicos que ocurren en el cerebro y que se englobarían con la experiencia traumática. La determinación final del psiquismo traumatizado a nivel del sujeto individual se verá directamente con la estructura premórbida de la personalidad, la biografía personal, la escala social, el nivel de desarrollo de la consciencia, el proyecto histórico-vital.

### Psicotraumatología
Es la especialización del tratamiento del trauma psicológico con modelos basados en evidencia. Con un enfoque que integra la biología, neurociencia, fisiología y psicología, ha demostrado ser la forma más eficaz para el procesamiento de las memorias traumáticas y su adaptación al Sistema de Procesamiento Adaptativo de la Información.[cita requerida]
Dentro de las terapias de tercera generación con modelos basados en la evidencia:
- EMDR - Recomendado por la OMS,[16] el NICE (National Institute for Health and Care Excellence, UK),[17] la Asociación de Psicología Americana (APA)[18] y el Departamento de Asuntos para Veteranos del Gobierno de los EE. UU.[19]
- Terapia de Sistemas de Familia Interna del Dr. Schwartz.[20]
- Terapia de Selves Fragmentados para Sobrevivientes de Abuso Sexual de la Dra Janina Fisher.[21]

Dado que es una nueva especialización de la psicología clínica, existen algunas universidades y organizaciones civiles que han incluido este enfoque, así como el abordaje del trauma desde una perspectiva interdisciplinaria a sus especialidades y carreras desde licenciatura, maestría y doctorado, entre las que se encuentran:
- Universidad Ulster en Reino Unido.[22]
- Universidad Southern de Dinamarca.[23]
- Trinity College Dublin.[24]
- John Jay College de Criminalistica y Justicia de NY.[25]
- Instituto Newman en México.[26]
- Zeitgeist University Licenciatura en Psicotraumatología.

### Trauma en la práctica médica moderna
El concepto de trauma como explicación de problemas psicológicos ha entrado al vocabulario moderno común, por tanto es imposible para la medicina ignorar su uso. Desde este punto de vista, se considera un trauma cualquier suceso estresante extremo, algo fuera del ámbito de la experiencia humana normal, al menos para el grupo social al cual el individuo pertenece, y que produce consecuencias negativas tanto en la conducta como las emociones del individuo, problemas o síntomas que se ven como debidos a trastornos de ansiedad.
Desde esta perspectiva, y aunque en general se acepta que el estrés es un factor al menos contribuyente en la génesis y evolución de muchas enfermedades, tanto fisiológicas como mentales, se reconocen tres síndromes específicos debidos a exposiciones a tales situaciones extremas: trastorno por estrés postraumático, trastorno por estrés agudo y el trastorno traumático del desarrollo.

### Trauma como factor de desarrollo
A pesar de que un trauma (incluso en su definición como suceso estresante extremo) es generalmente concebido como algo que necesariamente tiene repercusiones negativas, varios autores han hecho notar que algunos individuos, como por ejemplo, algunos de los supervivientes de los campos de exterminio, han superado tales experiencias y han llegado a convertirse en figuras ejemplares.
Este “crecimiento postraumático” parece deberse a cambios en la manera que la persona se concibe a sí mismo como de su relación con otros, y va acompañada en general de cambios profundos en cuestiones filosóficas, espirituales o religiosas.
De acuerdo a Lawrence G. Calhoun y Richard Tedeschi, profesores en la Universidad de Carolina del Norte (en Charlotte), “los reportes de crecimiento a continuación de un trauma superan ampliamente los reportes de desórdenes psiquiátricos”. Ellos aducen que esos cambios positivos incluyen mejoramiento en las relaciones, nuevas posibilidades en la vida personal, mejor apreciación de la vida, un sentido mayor de fortaleza personal y desarrollo espiritual, y que aparentemente hay una paradoja básica comprendida por los sobrevivientes de un trauma que reportan ese crecimiento postraumático: sus pérdidas también han producido ganancias invaluables. Ellos también encuentran más fácil llegar a intimar con otros y tienen grados mayores de compasión con aquellos que experimentan dificultades”.
Es conveniente tener presente que Calhoum y Tedeschi no están sugiriendo que tal crecimiento es fácil o libre de sufrimiento: el crecimiento postraumático puede ocurrir en un contexto de considerable sufrimiento y problemas psicológicos, por lo tanto, no se debe focalizar en este aspecto a costa de minimizar o menospreciar esa pena y ese sufrimiento. El crecimiento parece venir más de las tentativas de adaptación o hacer frente que del trauma mismo. Además, hay un número significativo de personas que experimenta poco o ningún crecimiento a pesar de que luchan duramente para hacer frente a la experiencia del trauma.